# Zgornje Grušovje
Zgornje Grušovje je naselje v Občini Oplotnica.